# George Kennan
George Frost Kennan, (Milwaukee, Wisconsin, 16. veljače 1904. — Princeton, New Jersey, 17. ožujka 2005.) bio je američki diplomat, politički savjetnik, politolog i povjesničar i jedna od ključnih osoba u prvoj fazi hladnog rata. Poznat je kao tvorac koncepta „containmenta” (približno: zadržavanja u zoni), gdje se umjesto sukobljavanja predviđalo prepuštanje stanovitog broja zemalja dominaciji SSSR-a, kako bi on zauzvrat prepustio preostali svijet interesnoj sferi SAD-a.
Kennan zadobiva pažnju svojim tzv. ”Dugim telegramom” (svoje opširno izvješće je u Washington uputio kao telegram, koji je bio vjerojatno najduži u povijesti američke diplomacije) iz Moskve 1946. a zatim i po tzv. X-članku (”The Sources of Soviet Conduct”) iz 1947. U X-članku (nazvanom tako stoga što autor - obzirom da je Kennan bio diplomat trenutačno u službi u Sovjetskom Savezu - bio naznačen sa "X"), koji sadrži iste teme kao povjeljivi "Dugi telegram", Kennan je tvrdio da je Sovjetski Savez po naravi ekspazionistički, pun nepovjerenja prema kapitalističkom svijetu i spreman na oružani sukob; te se založio da se prestane graditi ideju moguće savezničke suradnje sa SSSR-om, i da se umjesto toga omogući toj državi njenu zonu utjecaja, na koju bi se potom SSSR ograničio ("containment"). Ovi tekstovi bili su temeljni tekstovi o hladnom ratu, koji su nadahnuli novu anti-sovjetsku politiku Trumanove vlade i nadahnuli stvaranje Trumanove doktrine
i dugogodišnje američke politike prema Sovjetskom Savezu. Zbog toga je Kennan do kraja života bio vodeći autoritet u oblasti hladnog rata.
Kao šef Odjela za planiranje Državnog tajništva SAD–a od 1947., Kennan je imao značajnu ulogu u oblikovanju Marshallovog plana, kojom se europske zemlje koje nisu bile pod dominacijom Sovjetskog Saveza željelo ojačati i međusobno povezati, te učiniti sposobnima da se odupru sovjetskom utjecaju.
1948. godine, upućen je od američke diplomacije na misiju kod Savezničkog vrhovnog zapovjedništva u Japanu koje je vodio general Douglas McArthur; ondje se Kennan uspješno založio za uspostavljanje savezničkog odnosa s Japanom, umjesto da se tu zemlju tretira kao pokorenog neprijatelja.
Ubrzo pošto je Trumanova doktrina postala službena američka politika, Kennan počinje kritizirati politiku koju je sam na intelektualnom planu započeo i oblikovao. Njegovi pogledi na američku vanjsku politiku razlikovali su se u više točaka od politike Trumanove vlade i njegov utjecaj vremenom opada – posebice pošto je Dean Acheson postao Državni tajnik SAD–a 1949. Kada je strategija SAD–a tijekom hladnoga rata postala agresivnija, Kennan se žalio da su njegovi tekstovi pogrešno protumačeni: on se nije zalagao za sukobljavanje sa Sovjetskim Savezom, nego za podjelu interesnih sfera u kojoj će se Sovjetskom Savezu priznati dominacija nad dijelom svijeta i potom miroljubivo surađivati s tim dijelom svijeta. 
Kennan napušta službu karijernog diplomata u ministarstvu vanjskih poslova 1950., ali ga predsjednik Harry Truman ubrzo imenuje za veleposlanika u Moskvi (1951.-1952.); potom sudjeluje u komisijama koje razmatraju daljnje politike prema komunističkim zemljama. Kao član Instituta za napredne studije u Princetonu od 1956., ostao je važan mislilac u pitanjima vanjske politike, nerijetko istupajući u javnosti s kritikama protiv raznih američkih politika. 
1957. godine je Kennan dobio Pulitzerovu nagradu za historiju, a 1968. godine Pulitzerovu nagradu za biografsko djelo (svoje memoare). Nakon što je prestao aktivno raditi za američko ministarstvo vanjskih poslova (State Department), desetljećima je bio cijenjeni konzultant američke Središnje obavještajne agencije; radeći iz znanstvenog instituta uz  Sveučilište Princeton.
Predsjednik John F. Kennedy je Kennana 1961. godine imenovao za američkog veleposlanika u Jugoslaviji, koju je dužnost Kennan obnašao do 1963. godine. Tijekom svoje službe u Beogradu, zauzimao se za što blažu američku politiku prema Jugoslaviji, kako bi se nju i druge komunističke zemlje u Europi privuklo da učine stanoviti otklon od prosovjetske politike; nije bio zadovoljan s reakcijama tvoraca američke politike, koji su komunističke zemlje tada doživljavali u kontekstu teškog geopolitičkog sukoba sa Sovjetskim Savezom i Kinom u vrijeme Vijetnamskog rata.
George Frost Keenan je napisao i objavio preko 20 knjiga. Glavna tema njegovog znanstvenog interesa ostali su Rusija i Sovjetski Savez, u kojim pitanjima je do svoje smrti u 101 godini (2005.) ostao jedan od glavnih autoriteta.
2012. godine je američki povjesničar John Lewis Gaddis dobio Pulitzerovu nagradu za biografsko djelo o Georgeu F. Kennanu.

## Vanjske poveznice
- "Outsider Forged Cold War Strategy", J.Y. Smith, "The Washington Post", 18. ožujka 2005.